# Bruce Weber
Bruce Weber (ur. 29 marca 1946 w Greensburg) – amerykański fotograf mody, a także filmowiec. Stał się on szerzej znany z kampanii dla Calvina Kleina, Ralpha Laurena, Pirelli, Abercrombie & Fitch, Revlon, Gianni Versace, a także prac dla czasopism „Vogue”, „GQ”, „Vanity Fair”, „Elle”, „Life”, „Interview”, „Details”, „After Dark”, „Vanity Fair”, „Per Lui” czy „Rolling Stone”.

## Życiorys
Urodził się w Greensburg w stanie Pensylwania. W 1977 roku ożenił się z Nan Bush, długoletnią towarzyszką i agentką, z którą okazyjnie współpracował. Mają trzy córki: Hannah, Christy i Emily. Nan Bush wywalczyła kontrakt z Federated Department Stores (Macy's, Inc.), a następnie dłuższy film zatytułowany Chop Suey (2001), by sfotografować katalog reklamowy domu towarowego Bloomingdale’s z 1978.
Zdjęcia mody Webera po raz pierwszy trafiły pod koniec lat 70. w amerykańskim męskim miesięczniku „GQ”, gdzie pojawiały się często jego zdjęcia na okładkach czasopisma.
Szerszej publiczności stał się bardziej znany na przełomie lat 80. i lat 90. wraz ze sesjami fotograficznymi dla Calvina Kleina, a także portretowi młodego wtedy aktora Richarda Gere’a. Jego nieudziwniane czarno–białe zdjęcia, przedstawiające roznegliżowaną heteroseksualną parę na huśtawce skierowaną ku sobie, dwóch ubranych mężczyzn w łóżku, czy szwedzkiego modela Marcusa Schenkenberga trzymającego dżinsy przed sobą pod prysznicem, błyskawicznie przeniosły Webera w centrum uwagi amerykańskich mediów. Jedną z bardziej znanych jest fotografia (dla Calvina Kleina) olimpijskiego tyczkarza Tomása Hintnausa z 1982 w białych slipkach. Zdjęcia zimowej kolekcji z 2001 roku dla Ralpha Laurena także wyszły spod jego ręki.
Część wcześniejszych dzieł Webera, które pojawiły się w SoHo Weekly News, przedstawiały zdjęcia mężczyzn ubranych jedynie w bieliznę. Fotosy zostały uznane za kontrowersyjne, Weberowi powiedziano, że już nigdy nie znajdzie pracy jako fotograf mody. Ta reputacja została przy nim, jak mówi Ja tak naprawdę nie pracuję redakcyjnie w wielu czasopismach, ponieważ mnóstwo magazynów nie chce mojego modelu fotografii. To jest dla nich zbyt ryzykowne..
Wiele z fotografii dla sławnych ludzi ukazało się w czasopiśmie Andy’ego Warhola Interview. W 1987 Weber zrealizował krótkometrażowe filmy nastoletnich pięściarzy pt. Broken Noses, jego ukochanych psich pupilów, a rok później wyreżyserował film dokumentalny Let's Get Lost (1988, nominacja do Oscara za najlepszy pełnometrażowy film dokumentalny) o jazzowym trębaczu Chetcie Bakerze, a następnie dłuższy film zatytułowany Chop Suey (2001).
Od czasu do czasu Bruce tworzył fotografie w kolorze. Większość jednak realizuje w wersji czarno–białej albo stonowanych odcieniach. Są one zebrane w limitowanych edycjach książek, np. A House is Not a Home i Bear Pond, wczesnej publikacji, która przedstawia, wśród innych modeli, Erica Niesa z programu reality show The Real World nadawanego przez muzyczną stację MTV.
W połowie lat 80. Weber rozpoczął współpracę z amerykańskim muzykiem Chrisem Isaakiem. W 1986 sfotografował Isaaka do jego drugiego albumu Chris Isaak, a dwa lata później, bez koszulki w łóżku dla rubryki z modą w magazynie „Rolling Stone”. Isaak pojawił się też w Let’s Get Lost.
W 1990 Weber wyreżyserował wideoklip do "Being Boring" angielskiego duetu Pet Shop Boys. Sfilmował dziką imprezę, w której bierze udział różnoraka grupa ludzi. Nagranie powstało w jeden dzień, przy udziale dwóch ekip w domu na Long Island. Wideo zawiera nagość męską i żeńską, co spowodowało zakaz jego emisji na kanale MTV w USA. W 1996 zrealizował klip Pet Shop Boys do "Se a vida é (That's the Way Life Is)", który został nakręcony w parku wodnym Wet 'n' Wild w pobliżu Orlando (Floryda). W 2002, Weber ponownie kolaborował z duetem, czego wyrazem był teledysk do „I Get Along” z albumu Release. Weber zrealizował wideo w jego własnym studio Little Bear w Nowym Jorku. Wyreżyserował też wideoklip do przeboju Chrisa Isaaka „Blue Spanish Sky” (1991).
Wykonał zdjęcie Harry’ego Connicka Juniora do jego albumu Blue Light, Red Light (1991), który się pokrył wielokrotnie platyną.
W 1993, sfotografował muzyka Jacksona Browne’a, w ramach publikacji jego albumu I’m Alive.
W 2003 Weber stworzył markę odzieżową Weberbilt. Jego pierwsza kolekcja zatytułowana eat, swim, sex, sleep, znalazła się w butikach w Londynie i Miami Beach, na Florydzie w 2004.

## Kontrowersje
W grudniu 2017 Weber został pozwany przez modela Jasona Boyce’a za napaść na tle seksualnym, w tym niewłaściwe dotknięcie podczas sesji castingowej w Manhattan Supreme Court Friday w 2014, gdy miał 28 lat, a Weber – 68 lat. Boyce utrzymywał, że Weber zmusił go do masturbacji. — Zrobił kilka zdjęć i poprosił, żebym zdjął ubranie. Później kazał mi się pozbyć bielizny. Mówił, żebym poczuł, dokąd zmierza energia. Kiedy włożył mi palce do ust, wyszeptał mi do ucha: «Jak daleko się posuniesz? Jak ambitny jesteś?» — zeznał Jason Boyce. Weber nie odpowiedział na zarzuty.

## Życie prywatne
Od 1998 zamieszkał w Miami na Florydzie.

## Filmografia

### Filmy pełno- i krótkometrażowe
| Rok  | Tytuł                                               | Obsada | Czas trwania |
| ---- | --------------------------------------------------- | --- | ------------ |
| 1987 | Broken Noses                                        | Andy Minsker | 75 min.      |
| 1987 | Beauty Brothers (Part I-IV)                         | Paul Dillon, Brian Dillon, Tim Dillon, Rodney Harvey, Maya Oloe                                                    | 12,26        |
| 1988 | Let’s Get Lost                                      | Chet Baker, Chris Isaak, William Claxton, Flea, Lisa Marie, Rodney Harvey                                          | 119,25       |
| 1991 | Backyard Movie                                      | | 8,55         |
| 1994 | Gentle Giants                                       | | 14,35        |
| 1996 | The Teddy Boys of the Edwardian Drape Society       | | 3,45         |
| 2000 | Chop Suey                                           | Peter Johnson, Robert Mitchum, Diana Vreeland, Jan-Michael Vincent                                                 | 94:00        |
| 2004 | A Letter to True                                    | Julie Christie (narrator), Marianne Faithfull (narrator), Dirk Bogarde, Elizabeth Taylor, Paul Smith, Tully Jensen | 78 min.      |
| 2006 | The Legend of True                                  | | 11,35        |
| 2006 | A Tribute To The Delta Society                      | | 2,23         |
| 2006 | Best Friends                                        | | 3,44         |
| 2007 | Wine and Cupcakes                                   | | 12,10        |
| 2008 | Looking for Chet, again, in all the familiar places | | 25 min.      |
| 2008 | The Boy Artist                                      | | 9 min.       |
| 2008 | You Feel Me?                                        | | 3,36         |
| 2009 | Liberty City is like Paris to Me                    | | 16 min.      |

### Teledyski
| Rok  | Tytuł utworu                         | Długość | Artysta       | Album                       |
| ---- | ------------------------------------ | ------- | ------------- | --------------------------- |
| 1988 | Everything Happens to Me             | 3:42    | Chet Baker    | Let's Get Lost (Soundtrack) |
| 1990 | Being Boring                         | 4:55    | Pet Shop Boys | Behaviour                   |
| 1991 | Blue Spanish Sky                     | 4:13    | Chris Isaak   | Wicked Game                 |
| 1996 | Se a vida é (That's the Way Life Is) | 4:50    | Pet Shop Boys | Bilingual                   |
| 2002 | I Get Along                          | 5:46    | Pet Shop Boys | Release                     |
| 2002 | Light My Fire                        | 3:44    | Will Young    | From Now On                 |

### Książki i publikacje monograficzne
| Rok  | Tytuł                                                                         | Strony | Wydawca                                      | Typ |
| ---- | ----------------------------------------------------------------------------- | ------ | -------------------------------------------- | --- |
| 1977 | Looking Good: A Guide For Men                                                 |        | Hawthorn Books                               | autor: Charles Hicks, fotografie: Bruce Weber |
| 1978 | Etre Beau: Un Guide Pour Les Hommes                                           |        | Guy Authier                                  | Francuska edycja "Looking Good: A Guide For Men" |
| 1983 | Bruce Weber                                                                   |        | Twelvetrees Press                            | Pierwsza monografia |
| 1983 | The Sun and the Shade Florida Photography, 1885–1983                          |        | Norton Gallery West Palm Beach               | Katalog wystawy dla kolekcji, której kuratorem był Weber |
| 1984 | Interview                                                                     |        | Andy Warhol/Interview                        | Edycja specjalna na Amerykańskich sportowców na Igrzyskach Olimpijskich w Los Angeles (1984), wszystkie fotosy Bruce Weber |
| 1984 | Fotografie Atletów                                                            |        | Olympus Gallery                              | Opublikowane podczas wystawy "Olympus Gallery" w Londynie |
| 1986 | O Rio De Janeiro                                                              |        | Alfred A. Knopf                              | Monografia |
| 1986 | Summer Diary 1986                                                             |        | Condé Nast (Vogue Italia)                    | Specjalna wkładka magazynu "Per Lui", zdjęcia autorstwa Bruce'a Webera |
| 1987 | The Andy Book                                                                 |        | Shotaro Okada                                | Monografia "Andy'ego Minskera", gwiazdy "Broken Noses" |
| 1987 | Bruce Weber                                                                   |        | Idea Books                                   | Katalog wystawy w weneckim "Palazzo Fortuny" |
| 1988 | Bruce Weber                                                                   |        | Alfred A. Knopf                              | Monografia |
| 1988 | Let's Get Lost: A Film Journal                                                |        | Little Bear Press                            | Opublikowane wraz z filmem "Let's Get Lost" |
| 1990 | Bear Pond                                                                     |        | Bulfinch Press                               | Monografia |
| 1990 | Sam                                                                           |        | Little Bear Press                            | Monografia "Sama Sheparda" ("Jessica Lange") |
| 1990 | Great Contemporary Nudes 1978–1990                                            |        | C-Two Gallery                                | Opublikowane na tokijskiej wystawie. |
| 1991 | Bruce Weber                                                                   |        | Fahey Klein Gallery Parco Exposure Gallery / | Opublikowane na nowojorskiej wystawie w "Fahey Klein Gallery" oraz w Tokio w "Parco Exposure Gallery" |
| 1991 | Calvin Klein Jeans                                                            |        | Condé Nast (Vogue) Calvin Klein              | Specjalna wkładka "Vanity Fair", wszystkie zdjącia Bruce Weber |
| 1992 | Hotel Room With A View                                                        |        | Smithsonian Institution                      | Monografia serii "Photographers at Work" |
| 1994 | Gentle Giants                                                                 |        | Bulfinch Press                               | Monografia zadedykowana "psom nowofunlandzkim" |
| 1994 | No Valet Parking                                                              |        | Photology                                    | opublikowane podczas wystawy w Mediolanie w "Galleria Photology" |
| 1996 | A House Is Not A Home                                                         |        | Bulfinch Press                               | Monografia |
| 1996 | You Can Take The Boy Out Of Vietnam But You Can't Take Vietnam Out Of The Boy |        | Condé Nast (Vogue Italia)                    | Specjalna wkładka włoskiego magazynu "L'Uomo Vogue" opublikowana podczas wystawy: Vietnam, Versace, Viaggi, Weber znajdującej się Mediolanie w "Palazzo Reale" |
| 1997 | Branded Youth And Other Stories                                               |        | Bulfinch Press                               | Monografia |
| 1997 | Kalendarz Pirelli                                                             |        | Pirelli                                      | Kalendarz z 1998 roku, udział w sesji: Patricia Arquette • Georgina Grenville • Daryl Hannah • Shalom Harlow • Eva Herzigová • Kirsty Hume • Elaine Irwin Mellencamp • Milla Jovovich •Kiara Kabukuru • Tanga Moreau • Carolyn Murphy • Rachel Roberts • Stella Tennant a także:B.B. King • Bono • Paul Cadmus • Francesco Clemente • Kris Kristofferson • John Malkovich • Ewan McGregor • Dermot Mulroney • Dan O'Brien • Sonny Rollins • Kelly Slater • Fred Ward |
| 1999 | The Chop Suey Club                                                            |        | Arena Editions                               | Monography on "Peter Johnson" |
| 2000 | Shufly                                                                        |        | Little Bear Press                            | Monografia |
| 2001 | Roadside America                                                              |        | TeNeues Publishing Stern Portfolio           | Monografia nr 22 serii "Stern Portfolio" |
| 2001 | All-American                                                                  |        | Little Bear Press                            | 1. książka serii "All-American" |
| 2002 | All-American II Short Stories                                                 |        | Little Bear Press                            | 2. książka serii "All-American" |
| 2002 | Kalendarz Pirelli                                                             |        | Pirelli                                      | Kalendarz z 2003 roku, udział w sesji: Alessandra Ambrosio • Mariacarla Boscono • Sophie Dahl • Yamila Diaz-Rahi • Isabeli Fontana • Bridget Hall • Filippa Hamilton • Heidi Klum • Karolína Kurková • Jessica Miller • Sienna Miller • Rana Raslan • Eva Riccobono • Lisa Seiffert • Valentina Stilla • Natalja Wodianowa oraz: Marcelo Boldrini • Stéphane Ferrara • Tomasino Ganesh • Alessandro Gassman • Jak Krauszer • Ajay Lamas • Richie Lamontagne • Enrico Lo Verso • Davide Battista • Massimo Boninsegna • Giuseppe Conte • Luca di Marino • Pasquale Malzone • Raffaele Marciano • Alberto Perini • Serafino Roncacè |
| 2003 | All-American III Family Album                                                 |        | Little Bear Press                            | 3. książka serii "All-American" |
| 2003 | Hope: A Letter To True                                                        |        | Condé Nast (Vogue Italia)                    | Specjalna wkładka włoskiego magazynu "L'Uomo Vogue" |
| 2004 | All-American IV Otherworldy                                                   |        | Little Bear Press                            | 4. książka serii "All-American" |
| 2005 | Blood Sweat And Tears: Or How I Stopped Worrying And Learned to Love Fashion  |        | TeNeues Publishing                           | Monografia |
| 2005 | Home Is Where The Heart Is                                                    |        | TeNeues Publishing Stern Portfolio           | Monografia nr 38 z serii "Stern Portfolio" |
| 2005 | Filmography                                                                   |        | CK Entertainment Company                     | opublikowane podczas wystawy w Tokio w "Original True Gallery" |
| 2005 | All-American VI Is Love Enough?                                               |        | Little Bear Press                            | 5. książka serii "All-American" |
| 2006 | Sex And Words                                                                 |        | Visionaire                                   | Monografia |
| 2006 | All-American VI Larger Than life                                              |        | Little Bear Press                            | 6. książka serii "All-American" |
| 2006 | Kate Moss Is The Girl That Got Away                                           |        | Condé Nast (Vogue Paris)                     | Specjalna wkładka francuskiego magazynu "Vogue Hommes International" z "Kate Moss" |
| 2007 | All-American VII 'Til I Get It Right                                          |        | Little Bear Press                            | 7. książka serii "All-American" |
| 2008 | All-American VIII Nature's Way                                                |        | Little Bear Press                            | 8. książka serii "All-American" |
| 2009 | Roberto Bolle An Athlete In Tights                                            |        | TeNeues Publishing                           | Monografia "Roberto Bolle" |
| 2009 | Cartier I Love You                                                            |        | TeNeues Publishing                           | Monografia "Cartier" |
| 2009 | All-American IX A Near-Perfect World                                          |        | Little Bear Press                            | 9. książka serii "All-American" |
| 2010 | Standing Tall: Portraits of the Haitian Community in Miami, 2003–2010         |        | Muzeum Współczesnej Sztuki (Miami)           | opublikowane podczas wystawy w Miami, w "Muzeum Współczesnej Sztuki" |
| 2010 | All-American X Written In The Stars                                           |        | Little Bear Press                            | 10. książka serii "All-American" |
| 2011 | All-American XI Just Life                                                     |        | Little Bear Press                            | 11. książka serii "All-American" |
| 2012 | All-American XII A Book Of Lessons                                            |        | TeNeues Publishing                           | 12. książka serii "All-American" |
| 2013 | All-American XIII Born Ready                                                  |        | TeNeues Publishing                           | 13. książka serii "All-American" |